# Турфанські уйгури
Турфанці, турфанликі (уйг. турпанлиқләр, turpanliqler) — субетнос (етнографічна група) уйгурів, яка проживає у Турфанській оазі (Турфанській долині) на території Синьцзян-Уйгурського автономного району, а також у містах Урумчі, Карамай, Кумул. Нащадки турфанських уйгурів є і в Казахстані. Загальна кількість приблизно 0,5 млн осіб. В окрузі Турфан ця група уйгурів становить 70 % населення. Розмовляють турфанським говором центрального діалекту новоуйгурської мови. Антропологічно турфанські уйгури у більшості належать до південносибірської раси, теж зустрічаються представники монголоїдної раси та паміро-ферганського типу європеоїдної раси.

## Історія
Етногенез турфанських уйгурів дуже складний. У ІІ-І тис. до н. е. у Турфанській долині оселилися тохаро- й іраномовні етнічні групи, у тому числі і народність «чеши», які створили низку державних утворень. З початку І тис. н. е. на територію Східного Туркестану, у Турфанську долину зокрема, починають проникати тюркські племена, які в оазі поступово стають численнішими і асимілюють місцеве ірано-тохарське населення. Останні пам'ятки тохарської та іранської писемності датуються VII—VIII ст.ст. н. е. До часу прибуття у Турфанську долину предків уйгурів процес тюркизації місцевого ірано-тохаромовного населення фактично був завершений, а з моменту приходу уйгурських племен у Турфані поширюється давньоуйгурська (ідикутська) мова.
У період з ІХ по XIV ст.ст. Турфан був центром розвинутої та впливової у регіоні держави Турфанського ідикутства. У цей час серед турфанців були розповсюджені кілька релігій буддизм, християнство (несторіанство) і маніхейство. У Турфані були розвинуті торгівля, лихварство, ремесла. Турфанські купці домінували у торгівлі Китаю з Центральною Азією. У містах ідикутської держави існувала каналізація, землеробство здійснювалося системою іригації.
З входженням Турфана до складу Монгольської імперії (ХІІІ ст.) і наступної ліквідації ідикутства (XIV ст.) поступово розпочинається процес ісламізації турфанців, який остаточно закінчився у XV—XVI ст.ст. У цей період у XIII—XV ст.ст. караханідська мова витісняє давньоуйгурську (ідикутську) мову, а арабське письмо відповідно витісняє давньоуйгурську писемність.
У період Монгольської імперії турфанці були впливовою меншиною, яка користувалася широкою автономією, була широко представлена поміж вищих чиновників імперії та купецької верхівки.
З включенням Східного Туркестану, у тому числі Турфана, до складу Цінської імперії турфанці, як і кумульці, більше ніж інші етнографічні групи уйгурів були представлені серед місцевих чиновників владного апарату, а також аж до 30-х років ХХ ст. користувалися внутрішньою автономією у вигляді князівства на чолі хакімбеком.
Турфанці брали активну участь у повстаннях уйгурів проти китайської влади.

## Культура. Традиції
Нині у Синьцзян-Уйгурському автономному районі турфанці через незначну урбанізованість, в основному зайняті у сільському господарстві, виноградництві, землеробстві, тваринництві, а також у малому і середньому бізнесі. Турфанці теж представлені у місцевих органах влади.
У давнину Турфан був важливим осередком торгівлі на Великому шовковому шляху, що не могло знайти свого відображення у культурі і традиціях турфанців.

Фотогалерея
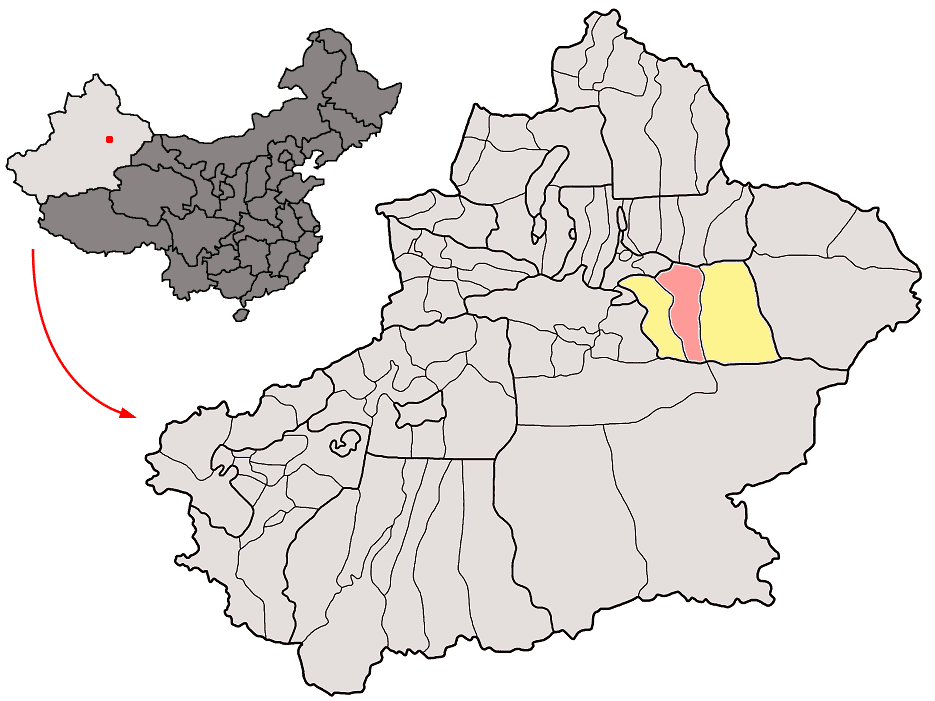
Долина Турфана
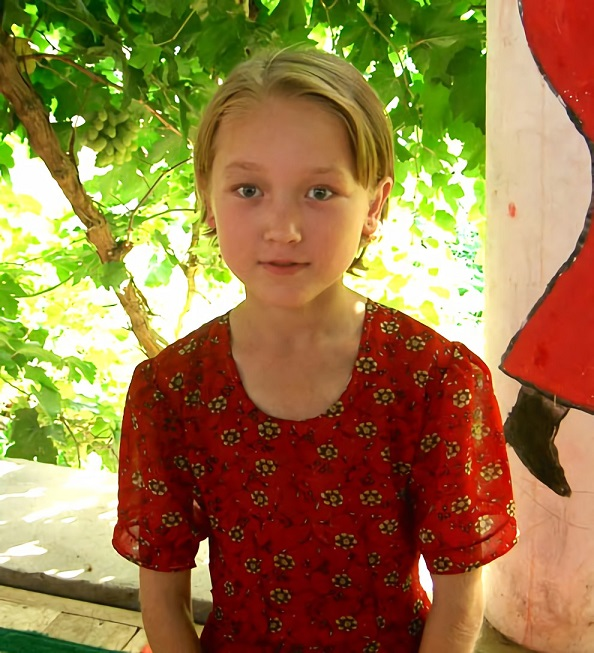
турфанська дівчина
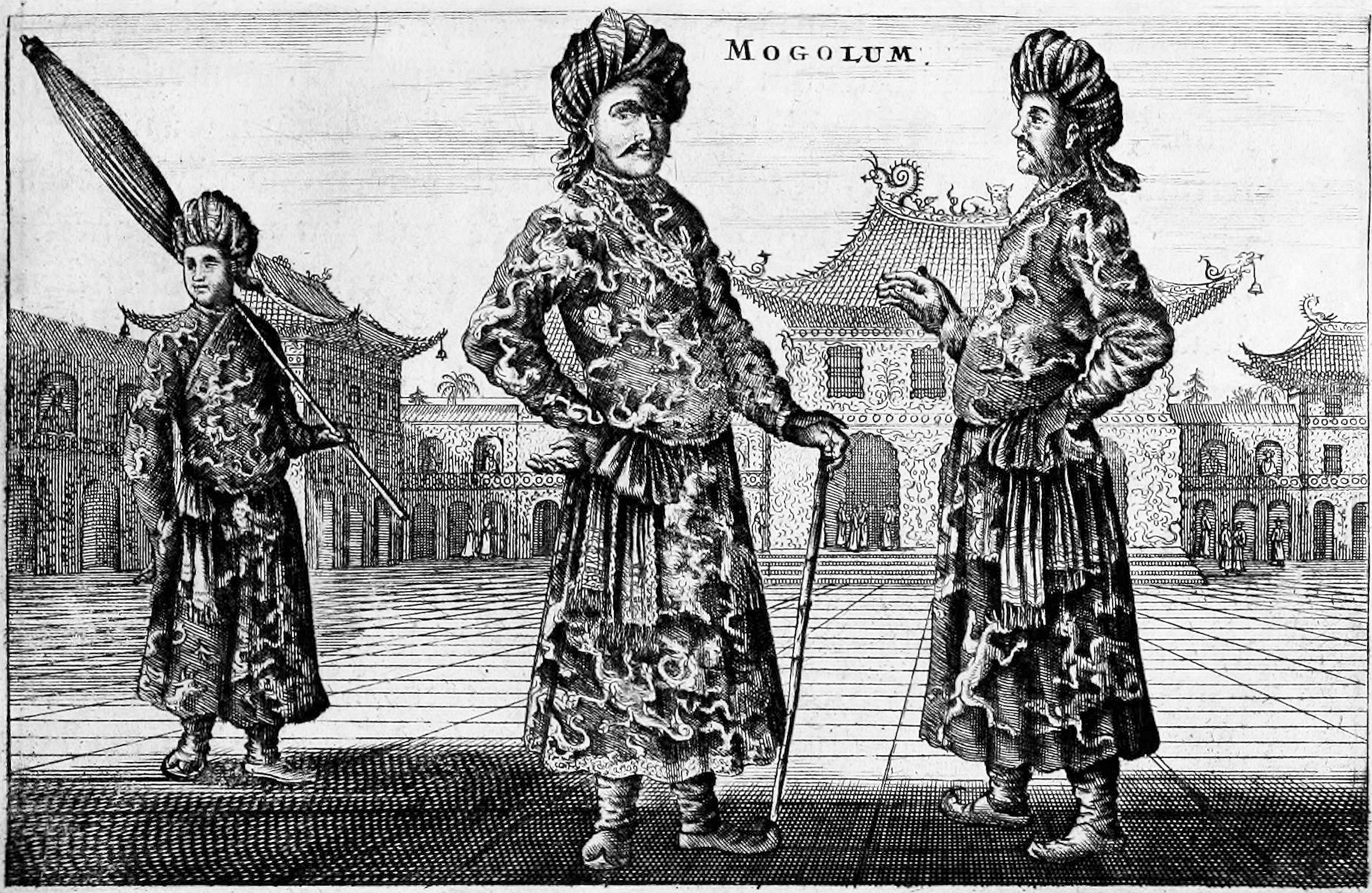
Посли Турфана в Пекіні, 1656 р.
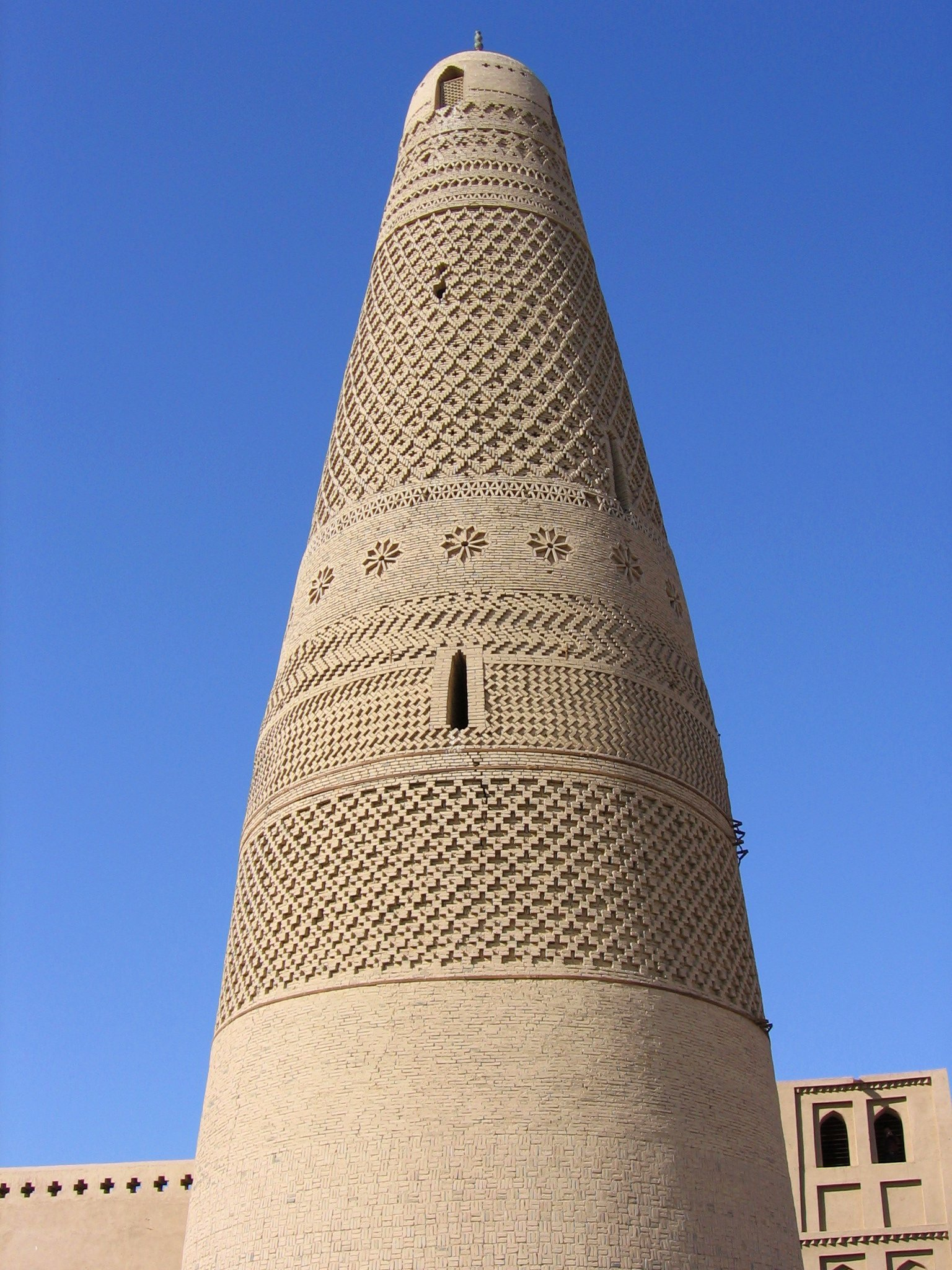
Мінарет Імін-ходжи у Турфані
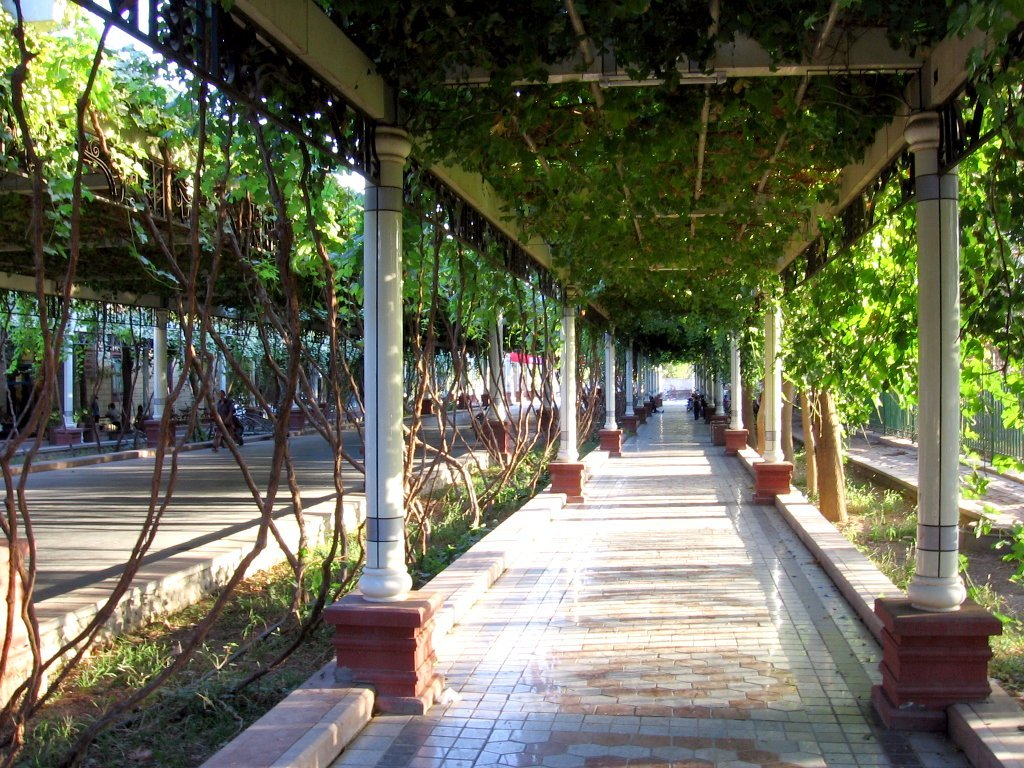
У турфанців з давніх часів високий рівень розвитку виноградництва
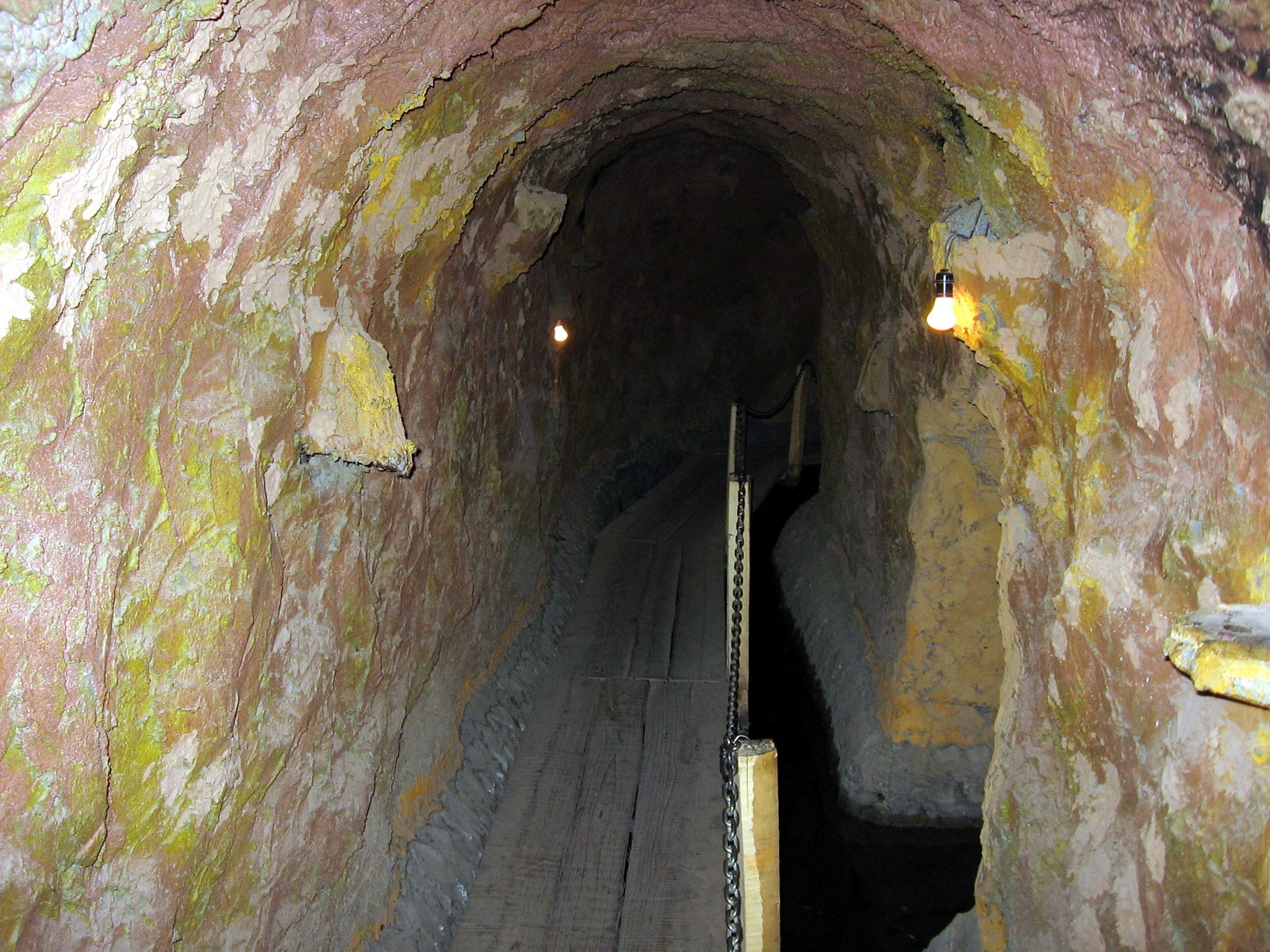
З давніх часів турфанці використовують розвинуту систему зрошування у вигляді Кяріз
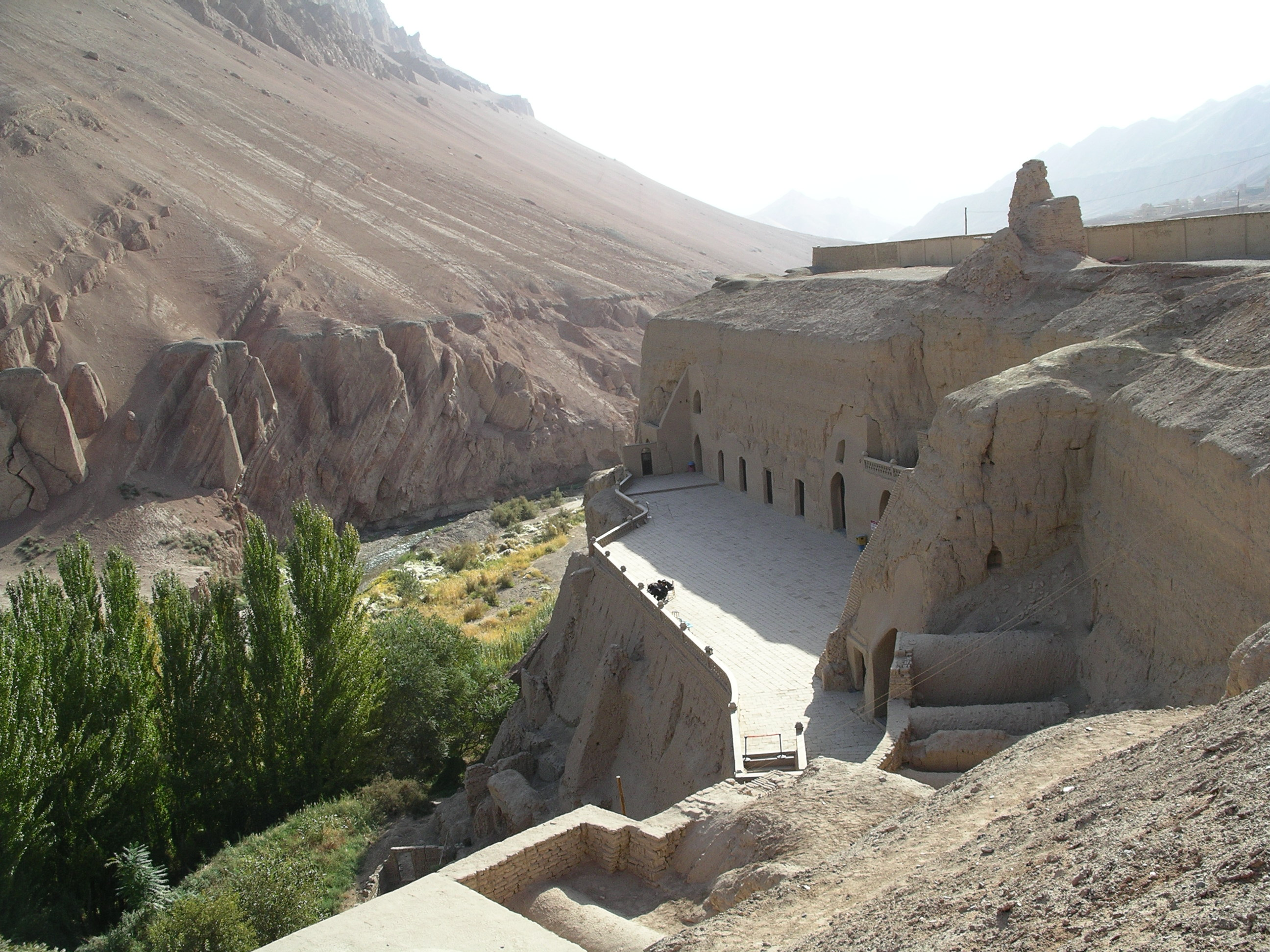
Печера Безеклік
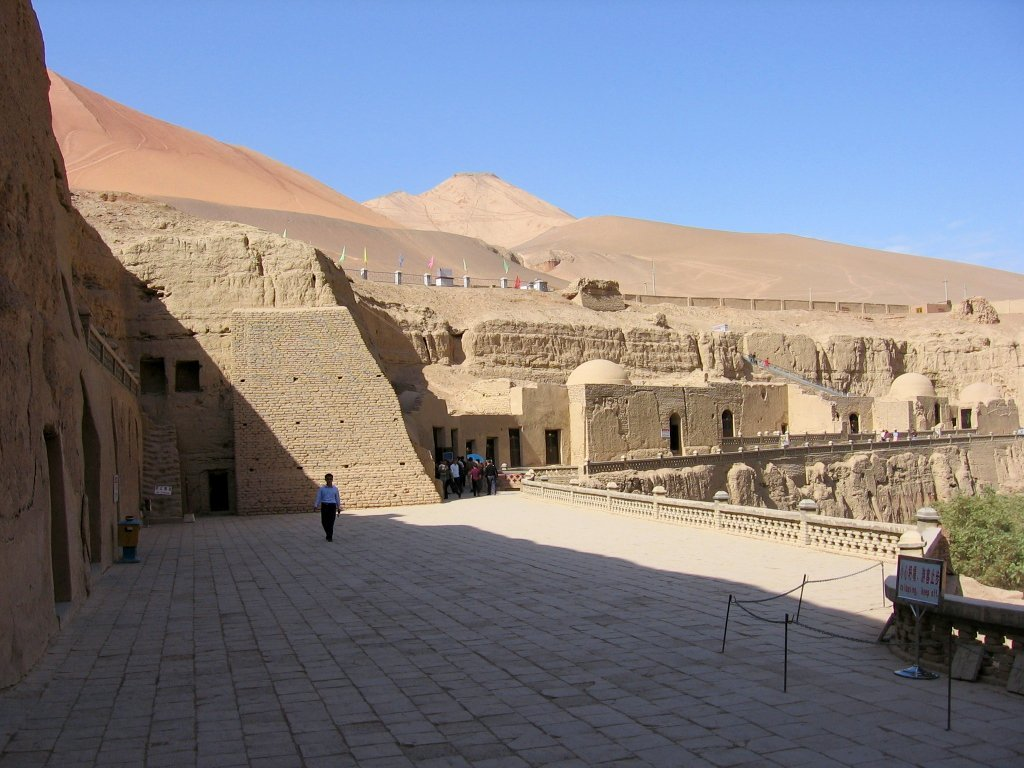
Вхід до печери Безеклік
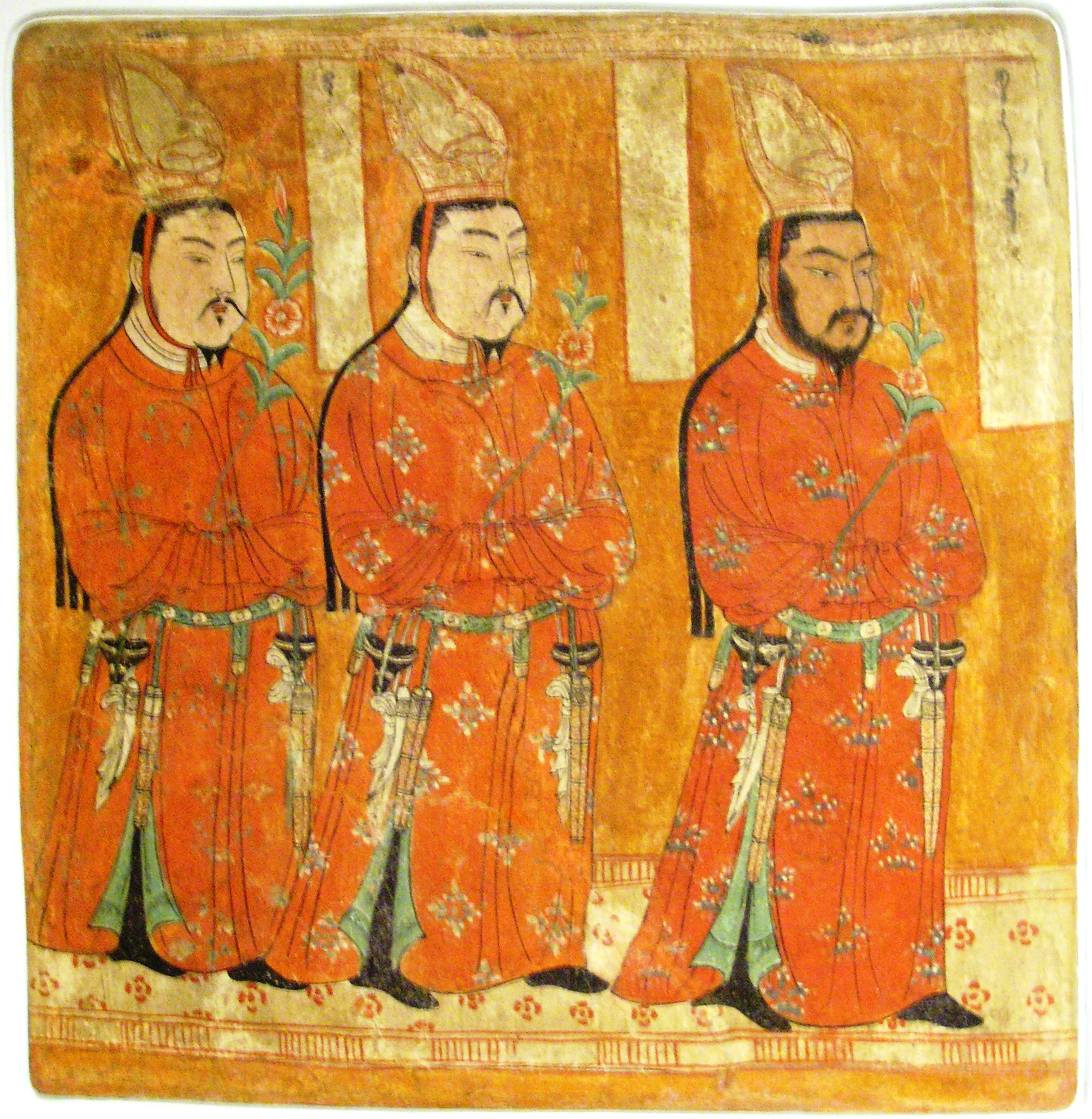
Уйгурські принци. Безеклік, печера № 9, приблизно VIII—IX ст.ст., настінний живопис.
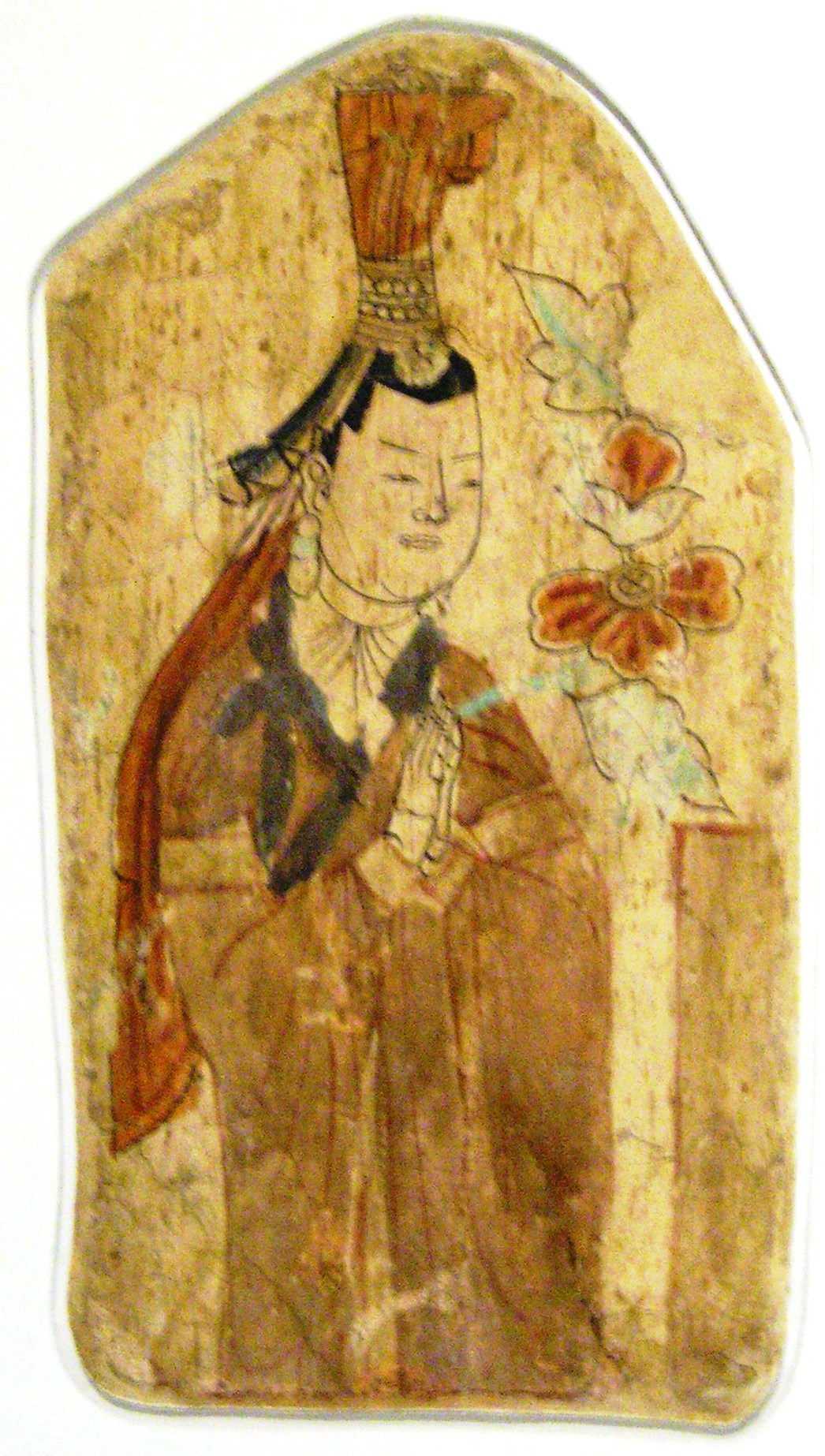
Уйгурський дарувальник. Безеклік, печера № 17, приблизно X—XI ст.ст., настінний живопис, 45×25 см.
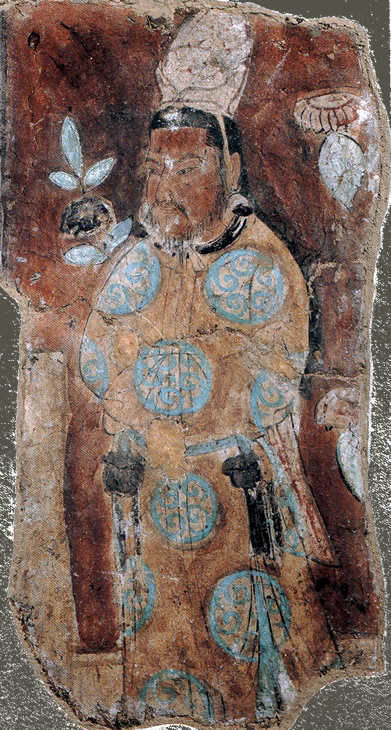
Уйгурський принц
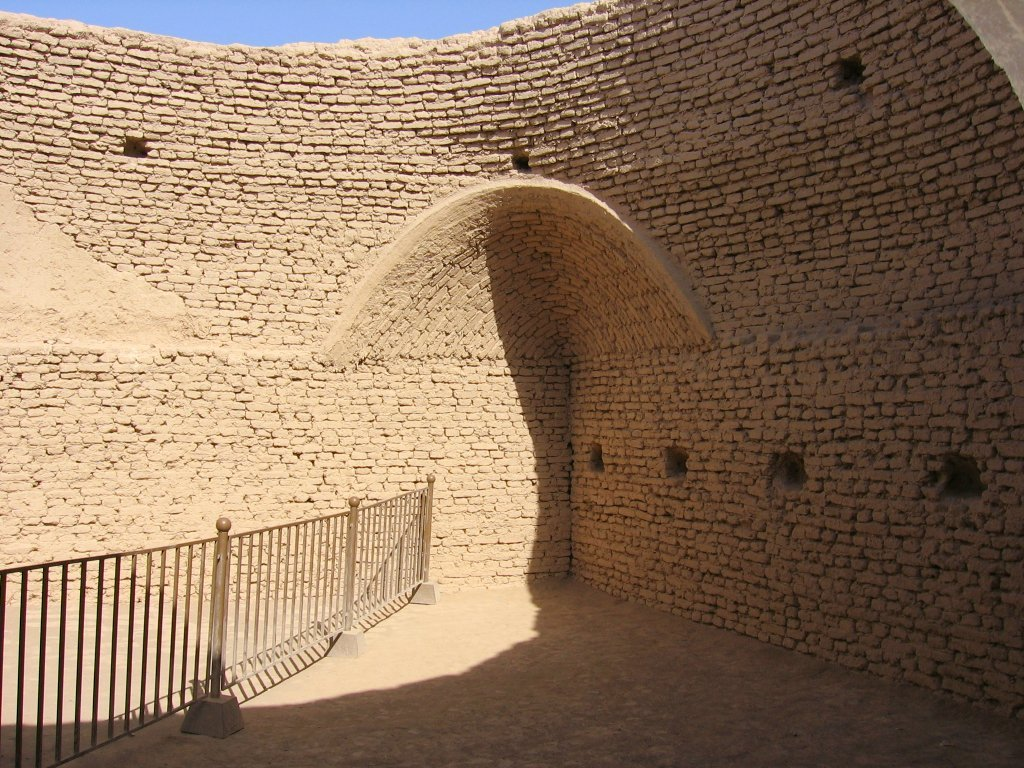
Руїни столиці Ідикутства, Кочо
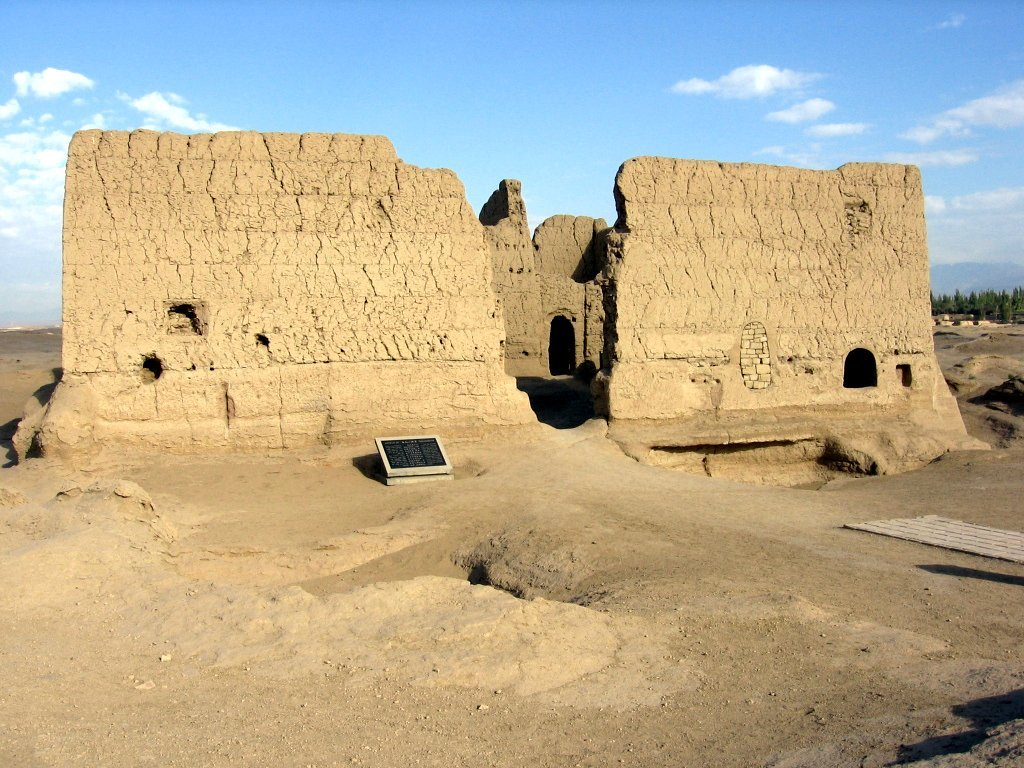
Руїни давнього міста
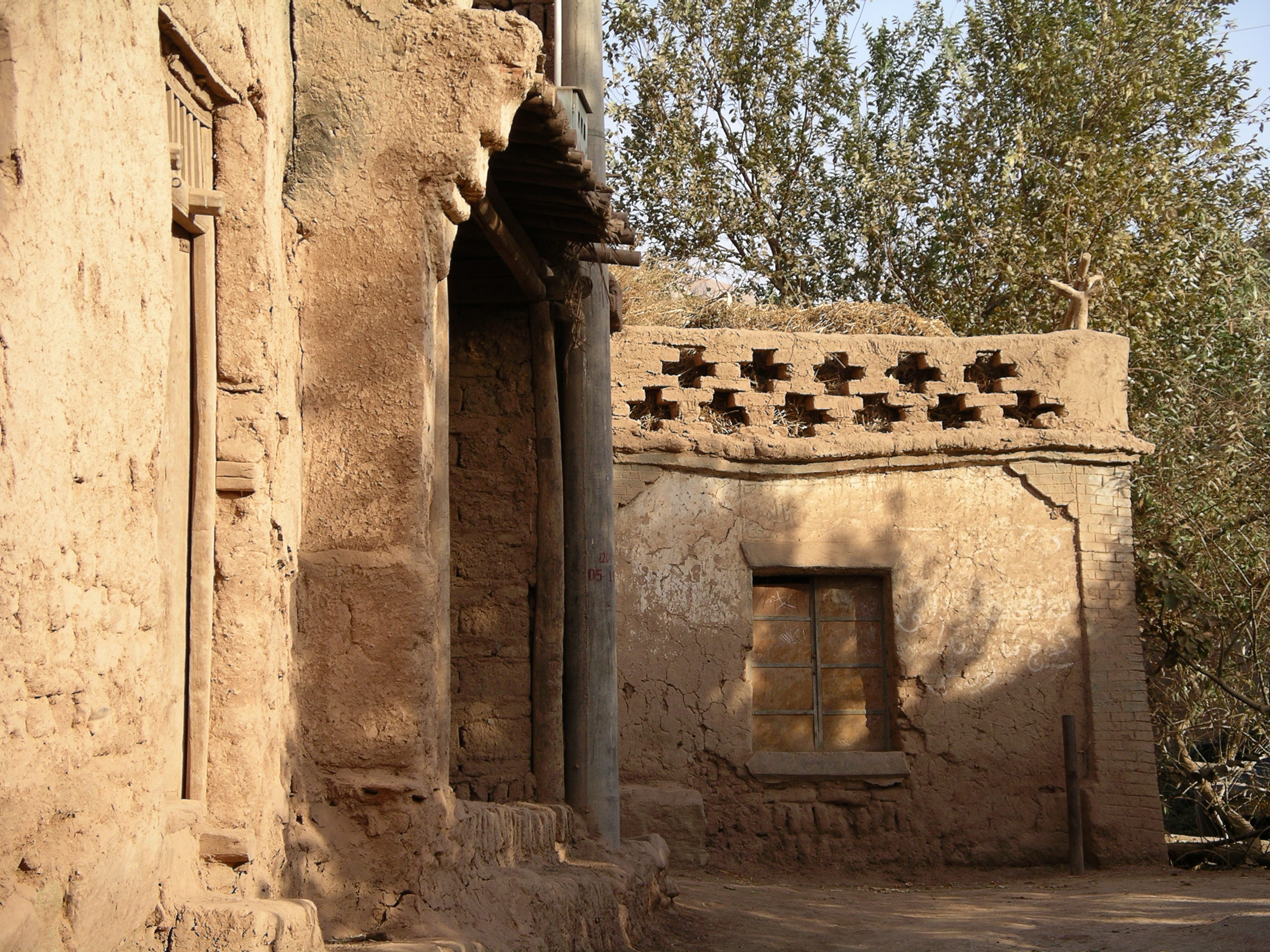
Старовинний будинок у м. Туюк-су